# مدار الأرض

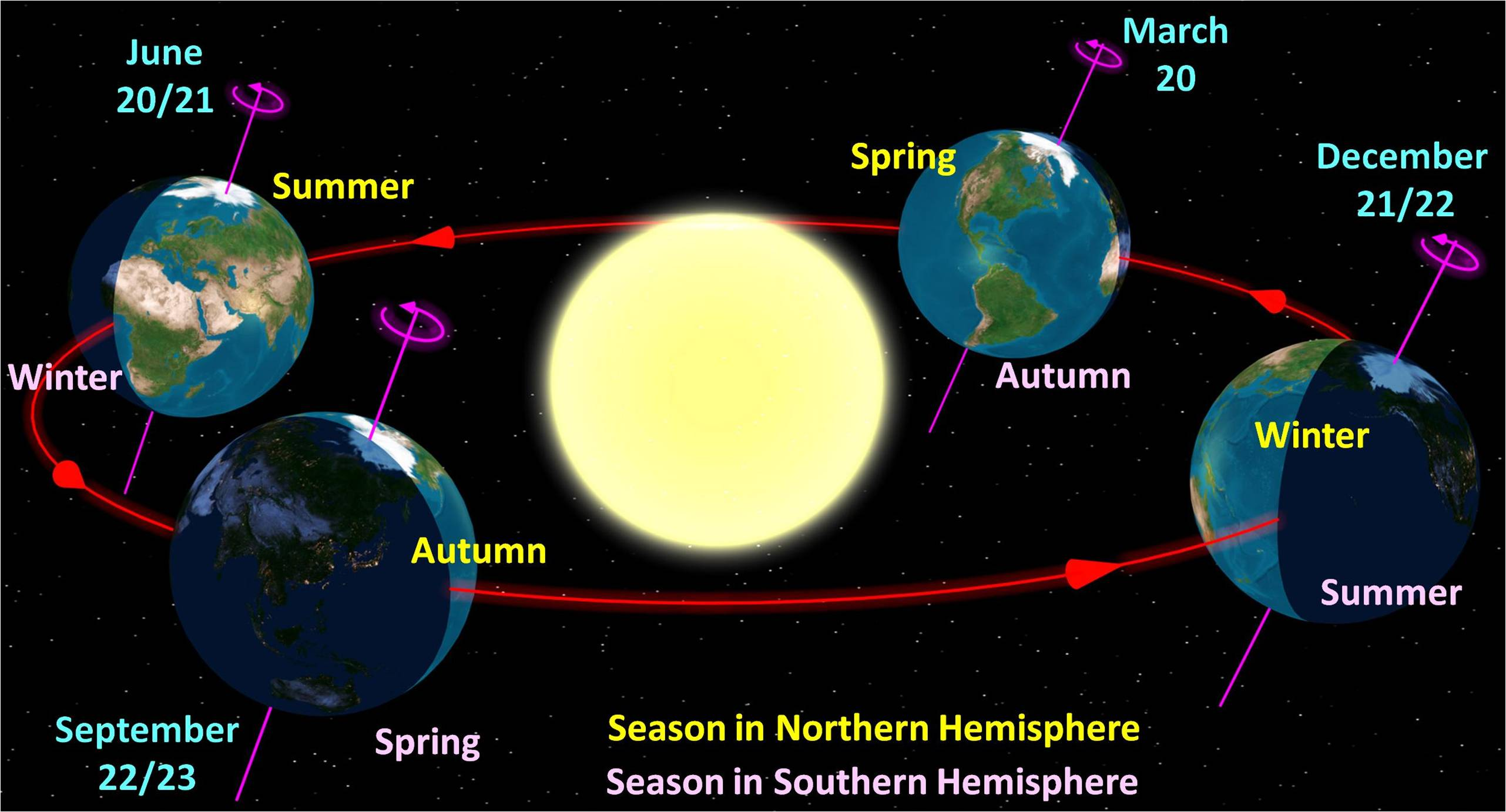
حركة الأرض المحورية حول نفسها وحول الشمس

مدار الأرض مسار طويل يفسر حركة الأرض حول الشمس حيث يفسر الحركة الدورانية للأرض حول الشمس، حيث تبلغ متوسط المسافة بين الأرض والشمس حوالي 149.60 مليون كم (92.96 مليون ميل), تحتاج الأرض لتكمل دورة واحدة حول الشمس تقريبا 365.25 يوم تقريبا (سنة فلكية واحدة), حيث تسافر الأرض في هذه الدورة 940 مليون كم (584 مليون ميل).
كما يظهر من الأرض، فإن حركة الكوكب تجعل الشمس تظهر وتتحرك فيما يتعلق بحركة النجوم الأخرى بمعدل حوالي 1 ° درجة (تظهر الشمس وتختفي كل 12 ساعة ما يفسر تعاقب الليل والنهار) من الشرق إلى الغرب، حيث تبلغ سرعة الأرض أثناء حركتها (108,000 كم / ساعة، 67,000 ميل في الساعة), أي ما يعادل 30 كم/ثانية، هذه السرعة كافية لإكمال دورة واحدة خلال سنة فلكية واحدة 
وحسب حركة الأرض من نقطة القطب الشمالي، فإن الأرض تدور مع عكس عقارب الساعة حول الشمس، أي أن كلا من الأرض والشمس يدوران أيضا في اتجاه عكس عقارب الساعة حول محاورهما.

## دراسة تاريخ النظرية
إن مركزية الشمس هو النموذج العلمي الأول الذي وضع الشمس في وسط النظام الشمسي ووضع جميع الكواكب، بما في ذلك الأرض، في مداراتها المعروفة. ومن الناحية التاريخية، فإن مركزية الشمس تتعارض مع مركزية الأرض، التي تضع الأرض في المركز. اقترح أريستارخوس الساموسي بالفعل نموذج مركزية الشمس في القرن الثالث قبل الميلاد. في القرن السادس عشر، وفي القرن الثاني قدم نيكولاس كوبرنيكوس مناقشة كاملة لنموذج مركزية الشمس في المجموعة الشمسية بالطريقة نفسها التي قدم بها بطليموس نموذجه لمركزية الأرض، هذه الثورة (الكوبرنيكية) حلت مسألة حركة الكواكب لكن هذه المعلومة قوبلت بالرفض بحجة أن جميع ما قاله كوبرنيكوس هو مجرد فرضيات وضعها في كتابه منذ قرن إلا أن صانع الخرائط الهولندي جوان بلاو قد ربط نظرية كوبرنيكوس حول دوران الكواكب ومركزية الشمس بخريطة العالم التي وضعها.

## التأثير على الأرض
بسبب الميل محور الأرض فإن شكل مدار الأرض الإهليجي حول الشمس يتغير على مدار السنة ويمكن ملاحظتها من خلال مرقب على سطح الأرض، وبالنسبة للمراقب على خط عرض شمالي، عندما يميل القطب الشمالي نحو الشمس يستمر اليوم لفترة أطول وتظهر الشمس أعلى ما يمكن في السماء، ويؤدي ذلك إلى ارتفاع متوسط درجات الحرارة حيث يصل الإشعاع الشمسي بكامله إلى السطح. عندما يميل القطب الشمالي بعيدا عن الشمس، والعكس صحيح أي ان الطقس يكون باردا بشكل عام. فوق دائرة القطب الشمالي وتحت دائرة القطب الجنوبي، يصبح الوضع في حالة متطرفة بحيث يمر على كلا القطبين وقت لا يوجد فيه ضوء نهار وهذه الظاهرة تسمى بالليلة القطبية هذا الاختلاف في الطقس (بسبب اتجاه الميل المحوري للأرض).

## أحداث تحدث في المدار
من خلال الإثباتات الفلكية، تُحدد الفصول الأربعة من خلال الإنقلابات (النقطتين في مدار الأرض من الميل الأقصى لمحور الأرض), نحو الشمس أو بعيدا عن الشمس والاعتدالات (النقطتين في مدار الأرض حيث محور الأرض مائل), ان الانقلابات والاعتدالات تقسم السنة إلى أربعة أجزاء متساوية تقريبا. يحدث الانقلاب الشتوي في نصف الكرة الشمالي في حوالي 21 ديسمبر، اما الانقلاب الصيفي يحدث تقريبا في 21 يونيو، اما الإعتدال الربيعي يحدث تقريبا في 20 مارس. والاعتدال الخريفي تقريبا في 23 سبتمبر. إن تأثير الميل المحوري للأرض في نصف الكرة الجنوبي هو عكس ذلك في نصف الكرة الشمالي، وبالتالي فإن مواسم الانقلاب والاعتدالات في نصف الكرة الجنوبي هي عكس تلك الموجودة في نصف الكرة الشمالي (الانقلاب الصيفي الشمالي هو في نفس الوقت الانقلاب الشتوي في فصل الشتاء الجنوبي).
في العصور الحديثة، يحدث الحضيض الأرضي في 3 يناير تقريبا، وتؤدي المسافة المتغيرة بين الأرض والشمس إلى زيادة قدرها حوالي 6.9٪, لذا فإن مجموع الطاقة الشمسية الذي يصل إلى الأرض في فترة الحضيض يكون نتيجة الأوج.وبما أن نصف الكرة الجنوبي يميل نحو الشمس في نفس الوقت تقريبا الذي تصل فيه الأرض إلى أقرب مسافة للشمس، فإن نصف الكرة الجنوبي يحصل على طاقة أكثر بقليل من الشمس منه في الشمال على مدى عام.ومع ذلك، فإن هذا التأثير هو أقل أهمية بكثير من إجمالي التغير في الطاقة بسبب الميل المحوري، ويتم امتصاص معظم الطاقة الزائدة من قبل المياه في نصف الكرة الجنوبي.

## حركة الأرض حسب آخر النظريات
تدور الأرض عكس حركة الشمس من الغرب إلى الشرق بمدار بيضوي أو اهليليجي الشكل والتفسير العلمي لهذه الحركة هو أن كتلة الشمس أكبر من كتلة الأرض التي تساوي تقريبا 300000 ضعف كتلة الأرض، لذا فإن الشمس تقوم بجذب الأرض باتجاهها لتولد هذه الحركة الثابتة حولها، وتكمل الأرض دوره كاملة حول الشمس كل 365 يوم تقريبا.

من الجدير بالذكر أن الآراء اختلفت على آلية حركة الأرض حول الشمس وهل هي ثابته أم لا، إلا أن بعض النظريات الحديثة تقول أن الأرض وكواكب المجموعة الشمسية لا تدور حول الشمس حركة دورانية، وإنما هذه الحركة تم تشبيهها بحركة الأمواج، وهذه الحركة مستمره إلى ملايين السنين وهذه الحركة لا تتداخل فيه محاور هذه الكواكب مع بعضها البعض إذ أن لكل كوكب محور دوران مستقل لا يتقاطع مع غيره من الكواكب الأخرى، كما أنه لا يوجد كوكب يسبق الآخر أثناء حركته حول الشمس التي بدورها تتحرك حركة دائمة في مسار خاص بها إلى مدى بعيد من مليارات الأميال.
تم تشبيه حركة الأرض حول الشمس بحركة كفت الطائر، حيث أن حركة الطائر الحقيقية هي حركة تموجيه تتمثل بالصعود والهبوط تماما كحركة الأرض صعودا وهبوطا حول الشمس، إذ أن هذه الحركة الاهتزازية تقودها الشمس بفعل كتلتها الضخمة وجاذبيتها للأرض، ما يفسر حركة الأرض البيضوية، أي أن الشمس في حركة دائمة ومستمرة.

## عواقب تغير محور دوران الأرض
إذا حصل هناك تغير في قطر مدار الأرض حول الشمس سواء باتساع أو تقلص المدار البيضوي حول الشمس فإن درجة الحرارة يمكن أن تزداد أو تنخفض عن المستوى الطبيعي كما أن تغير المدار قد يؤدي إلى تغير زمني في عدد أيام السنة لتصبح أقل أو أكثر عن 365 يوم في حال اتساع أو تقلص مدار الأرض حول الشمس كما أن درجة الحرارة ستختلف في الفصول وستؤدي إلى انقراض الحياة بسبب الحرارة التي ستكون غير ملائمة.